# Hof-Apotheke

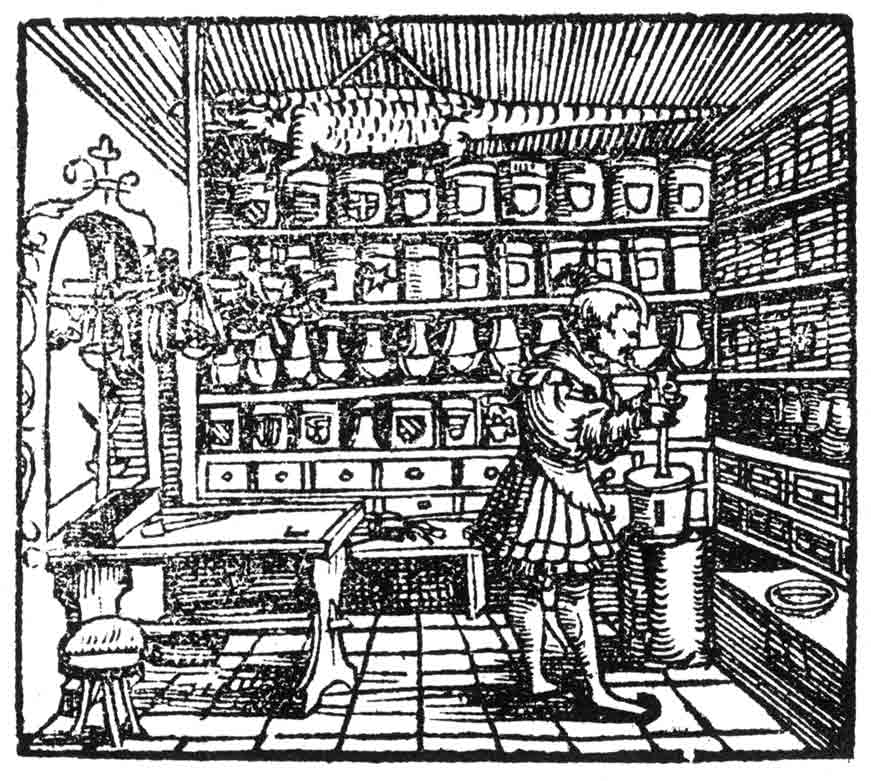
Hofapotheker (1577)

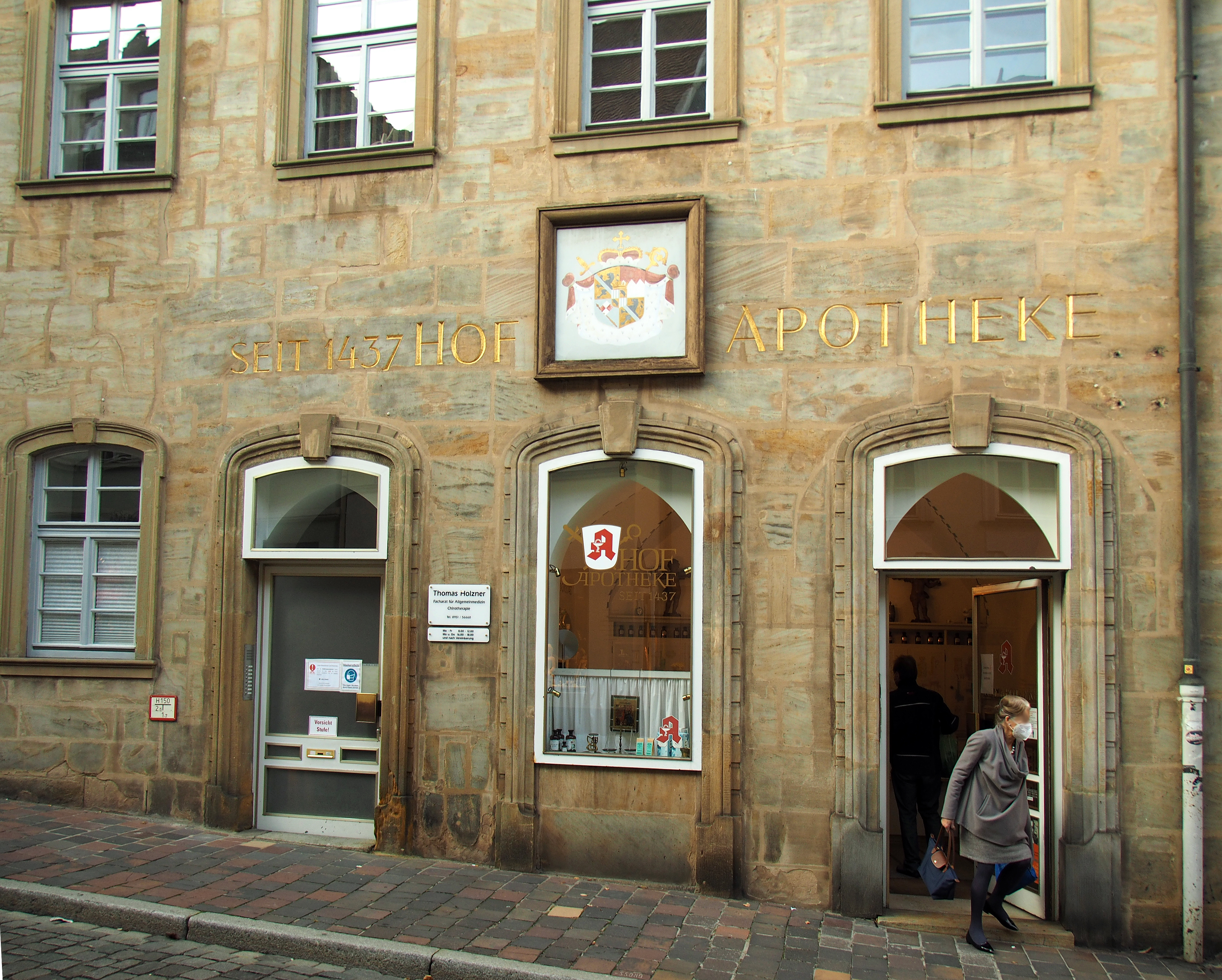
Hof Apotheke Bamberg (1437)

Die Hof-Apotheke in Sigmaringen (um 1900)

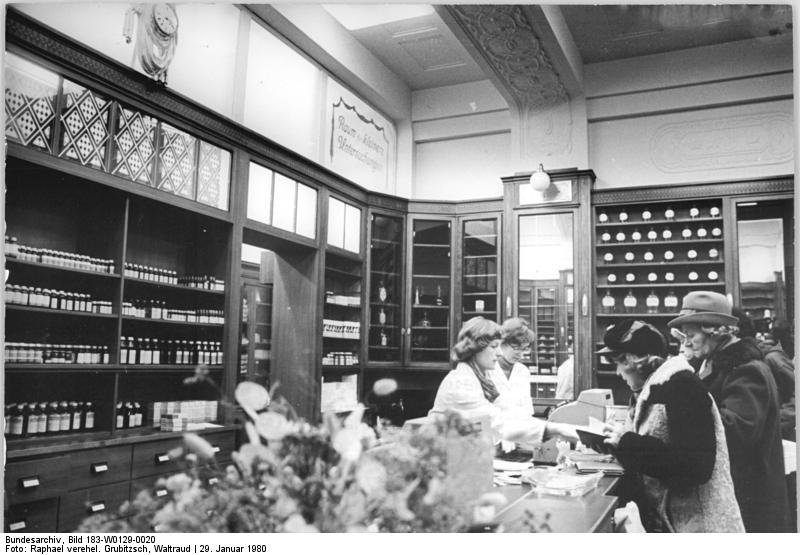
Hof-Apotheke „Zum weißen Adler“ in Leipzig (1980)

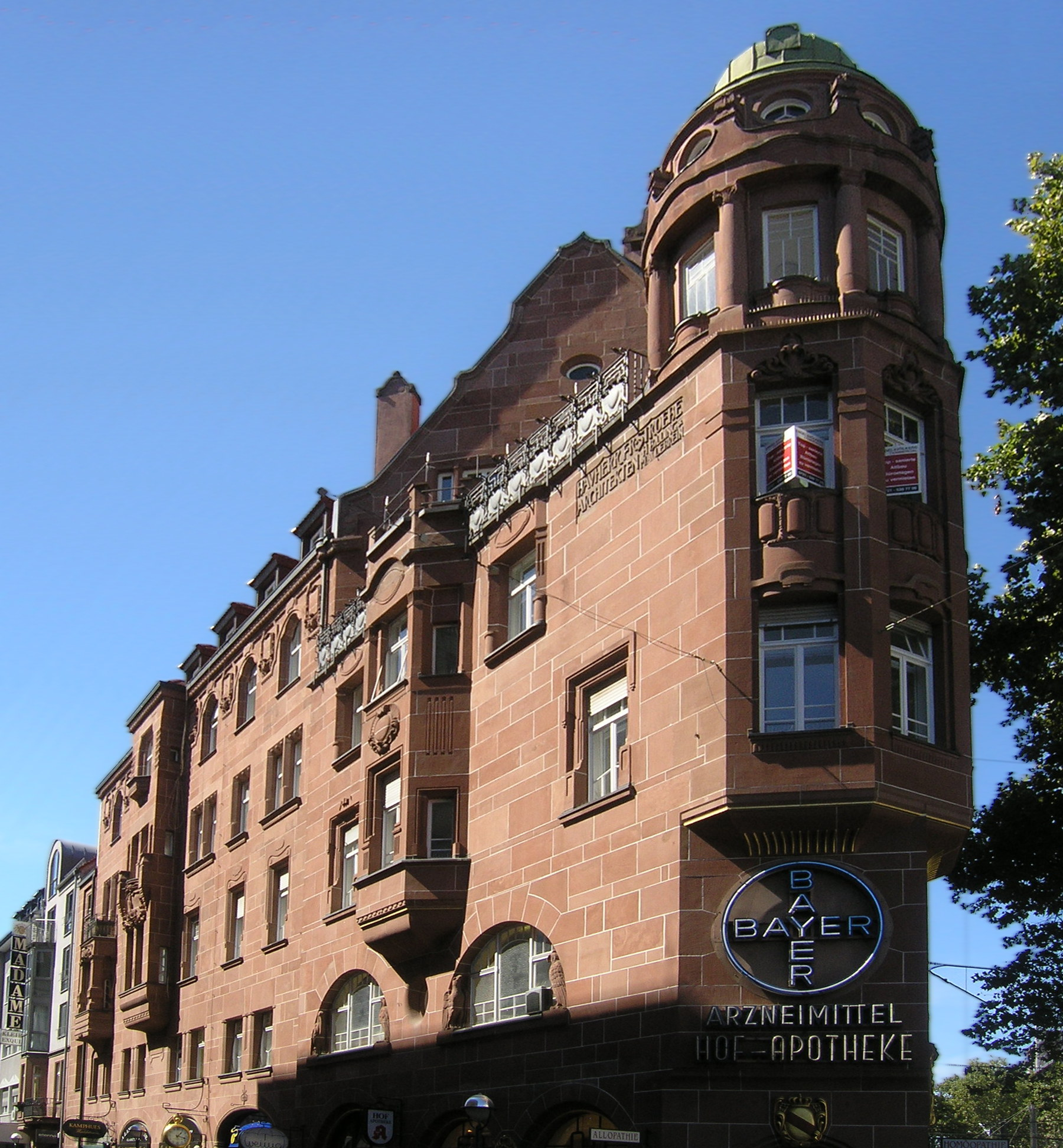
Hof-Apotheke in Karlsruhe (2010)

Eine Hof-Apotheke war eine Apotheke für einen fürstlichen Hof. Bis heute existiert eine Reihe von Apotheken, die diesen oder einen ähnlichen Namen tragen. Das Beibehalten des Wortes Hof soll heute die lange Tradition der jeweiligen Apotheke zum Ausdruck bringen und damit auch an Qualität erinnern, die höchsten Ansprüchen genügt. Dieses gehobene Image kann auch in touristischer Hinsicht einen Mehrwert bringen, weil damit ein Ort, der eine solche Apotheke beherbergt, einen offenkundigen Beleg für seine historische Bedeutsamkeit vorweisen kann.

## Liste
- Hof-Apotheke (Ansbach)[1]
- Hof-Apotheke (Bad Laasphe)
- Hof-Apotheke (Bamberg)[2]
- Hof-Apotheke (Braunschweig)
- Hof-Apotheke (Coburg)
- Löwenapotheke (Darmstadt) (war früher Hof-Apotheke, siehe Apothekenwesen in Hessen-Darmstadt)
- Hof-Apotheke (Dillenburg), siehe Apothekenwesen in Nassau
- Hof-Apotheke (Eisenach), siehe Ratsapotheke (Eisenach)
- Hof-Apotheke (Karlsruhe)
- Hofapotheke (Kempten)
- Hofapotheke Kronberg
- Markgräflich Badische Hofapotheke (Salem)
- Alte fürsterzbischöfliche Hofapotheke in Salzburg
- Hof-Apotheke (Sigmaringen)
- Hof-Apotheke (Stuttgart)
- Hof-Apotheke (Weimar)
- Hofapotheke (Wolfenbüttel)